# Sheffield United Football Club 2018-2019
Questa pagina raccoglie i dati riguardanti il Sheffield United Football Club nelle competizioni ufficiali della stagione 2018-2019.

## Rosa
| N. |                        | Ruolo | Calciatore       |
| -- | ---------------------- | ----- | ---------------- |
| 31 | Inghilterra (bandiera) | P     | Jake Eastwood    |
| 1  | Inghilterra (bandiera) | P     | Dean Henderson   |
| 25 | Inghilterra (bandiera) | P     | Simon Moore      |
| 2  | Inghilterra (bandiera) | D     | George Baldock   |
| 28 | Inghilterra (bandiera) | D     | Martin Cranie    |
| 12 | Irlanda (bandiera)     | D     | John Egan        |
| 18 | Galles (bandiera)      | D     | Kieron Freeman   |
| 5  | Inghilterra (bandiera) | D     | Jack O'Connell   |
| 19 | Inghilterra (bandiera) | D     | Richard Stearman |
| 3  | Irlanda (bandiera)     | D     | Enda Stevens     |
| 13 | Inghilterra (bandiera) | D     | Jake Wright      |
| 6  | Inghilterra (bandiera) | C     | Chris Basham     |

| N. |                             | Ruolo | Calciatore       |
| -- | --------------------------- | ----- | ---------------- |
| 20 | Inghilterra (bandiera)      | C     | Kean Bryan       |
| 15 | Scozia (bandiera)           | C     | Paul Coutts      |
| 21 | Inghilterra (bandiera)      | C     | Mark Duffy       |
| 4  | Scozia (bandiera)           | C     | John Fleck       |
| 26 | Inghilterra (bandiera)      | C     | Ricky Holmes     |
| 7  | Inghilterra (bandiera)      | C     | John Lundstram   |
| 16 | Irlanda del Nord (bandiera) | C     | Oliver Norwood   |
| 24 | Inghilterra (bandiera)      | A     | Leon Clarke      |
| 14 | Inghilterra (bandiera)      | A     | Gary Madine      |
| 17 | Irlanda (bandiera)          | A     | David McGoldrick |
| 10 | Inghilterra (bandiera)      | A     | Billy Sharp      |
| 39 | Irlanda del Nord (bandiera) | A     | Conor Washington |

## Organigramma societario
Area tecnica
- Allenatore: Chris Wilder
- Allenatore in seconda: Alan Knill
- Preparatore dei portieri: Darren Ward
- Preparatori atletici:

## Risultati

### Championship

#### Girone di andata
| Arbitro: | Simpson |

|             |           |                         |
| Baldock 62’ | Marcatori | 71’ McBurnie 85’ Dhanda |

| Arbitro: | Jones |

|                                      |           |  |
| Braithwaite 7’ Flint 18’ Downing 25’ | Marcatori |  |

| Arbitro: | Duncan |

|         |           |                                 |
| Eze 29’ | Marcatori | 43’ Sharp 65’ (rig.) McGoldrick |

| Arbitro: | Bond |

|                   |           |            |
| Egan 9’ Sharp 90’ | Marcatori | 26’ Rhodes |

| Arbitro: | Madley |

|  |           |                                |
|  | Marcatori | 5’ Duffy 22’ Freeman 73’ Fleck |

| Arbitro: | Linington |

|                                              |           |           |
| O'Connell 6’ Duffy 23’ Norwood 41’ Sharp 49’ | Marcatori | 61’ Ghazi |

| Arbitro: | Brooks |

|             |           |  |
| Watkins 81’ | Marcatori |  |

| Sheffield 19 settembre 2018, ore 19:45 WEST 8ª giornata | Sheffield Utd | 0 – 0 referto | Birmingham City | Bramall Lane (23 525 spett.)\| Arbitro: \| Ward \| |
| Arbitro:                                                | Ward          |               |                 |                                                    |

| Arbitro: | Duncan |

|                                     |           |                          |
| Sharp 36’ Basham 51’ McGoldrick 87’ | Marcatori | 80’ Robinson 82’ Johnson |

| Arbitro: | Davies |

|                        |           |                                      |
| Cooper 47’ Gregory 50’ | Marcatori | 40’ Sharp 79’ (rig.), 88’ McGoldrick |

| Arbitro: | Jones |

|  |           |                |
|  | Marcatori | 66’, 79’ Sharp |

| Arbitro: | Bankes |

|                       |           |  |
| McGoldrick 70’ (rig.) | Marcatori |  |

| Arbitro: | Langford |

|                        |           |            |
| Bryson 1’ Marriott 77’ | Marcatori | 41’ Basham |

| Arbitro: | Ward |

|            |           |           |
| Clarke 70’ | Marcatori | 88’ Allen |

| Arbitro: | Harrington |

|                                        |           |                         |
| Dunkley 23’ (aut.) Sharp 45’, 53’, 63’ | Marcatori | 39’ Naismith 69’ Garner |

| Arbitro: | Duncan |

|             |           |  |
| Grabban 69’ | Marcatori |  |

| Sheffield 9 novembre 2018, ore 19:45 WET 17ª giornata | Sheffield Utd | 0 – 0 referto | Sheffield Weds | Bramall Lane (30 261 spett.)\| Arbitro: \| Madley \| |
| Arbitro:                                              | Madley        |               |                |                                                      |

| Arbitro: | Bankes |

|                        |           |                     |
| Taylor 66’ Proctor 90’ | Marcatori | 8’ Duffy 85’ Basham |

| Arbitro: | Martin |

|                            |           |                                         |
| Maupay 6’ Fleck 65’ (aut.) | Marcatori | 10’ (aut.) Konsa 15’ Norwood 72’ Clarke |

| Arbitro: | Langford |

|  |           |               |
|  | Marcatori | 82’ Hernández |

| Arbitro: | Linington |

|  |           |                              |
|  | Marcatori | 83’ Sharp 86’ (aut.) Baldock |

| Arbitro: | Simpson |

|                |           |                     |
| McGoldrick 12’ | Marcatori | 41’ Barry 76’ Gibbs |

| Arbitro: | Woolmer |

|              |           |           |
| Harrison 38’ | Marcatori | 47’ Sharp |

#### Girone di ritorno
| Arbitro: | Eltringham |

|                                     |           |            |
| Sharp 41’ McGoldrick 64’ Clarke 84’ | Marcatori | 53’ Wilson |

| Arbitro: | Taylor |

|                               |           |  |
| Sharp 73’, 77’ McGoldrick 82’ | Marcatori |  |

| Arbitro: | Madley |

|  |           |                                    |
|  | Marcatori | 40’ McGoldrick 48’ Duffy 54’ Sharp |

| Arbitro: | Woolmer |

|                |           |  |
| McGoldrick 37’ | Marcatori |  |

| Arbitro: | Brooks |

|              |           |  |
| McBurnie 65’ | Marcatori |  |

| Arbitro: | Linington |

|                         |           |                       |
| Hernández 11’ Pukki 56’ | Marcatori | 45’ (rig.), 79’ Sharp |

| Arbitro: | Stroud |

|                          |           |  |
| McGoldrick 56’ Sharp 73’ | Marcatori |  |

| Arbitro: | Harrington |

|                                 |           |                     |
| Mings 82’ Abraham 86’ Green 90’ | Marcatori | 11’, 53’, 62’ Sharp |

| Arbitro: | Woolmer |

|              |           |  |
| Stearman 61’ | Marcatori |  |

| Arbitro: | Jones |

|                                      |           |  |
| Freeman 1’ Madine 16’, 44’ Fleck 49’ | Marcatori |  |

| Arbitro: | Langford |

|  |           |            |
|  | Marcatori | 14’ Dowell |

| Sheffield 4 marzo 2019, ore 19:45 WET 35ª giornata | Sheffield Weds | 0 – 0 referto | Sheffield Utd | Hillsborough Stadium (31 630 spett.)\| Arbitro: \| Bankes \| |
| Arbitro:                                           | Bankes         |               |               |                                                              |

| Arbitro: | Eltringham |

|                        |           |  |
| O'Connell 5’ Duffy 74’ | Marcatori |  |

| Arbitro: | Harrington |

|                                   |           |  |
| Norwood 26’ (rig.) McGoldrick 84’ | Marcatori |  |

| Arbitro: | Coote |

|  |           |            |
|  | Marcatori | 71’ Basham |

| Arbitro: | Linington |

|                    |           |                       |
| Sharp 6’ Hogan 71’ | Marcatori | 30’, 77’, 83’ Weimann |

| Arbitro: | Ward |

|  |           |                |
|  | Marcatori | 33’ McGoldrick |

| Arbitro: | Bond |

|              |           |             |
| Morrison 42’ | Marcatori | 38’ Stevens |

| Arbitro: | Webb |

|            |           |            |
| Madine 51’ | Marcatori | 90’ Cooper |

| Arbitro: | Madley |

|                       |           |  |
| Duffy 51’ Stevens 85’ | Marcatori |  |

| Arbitro: | Scott |

|  |           |                                 |
|  | Marcatori | 10’, 22’ McGoldrick 42’ Stevens |

| Arbitro: | Robinson |

|                         |           |  |
| Hogan 24’ O'Connell 71’ | Marcatori |  |

| Arbitro: | Eltringham |

|                         |           |                        |
| Vokes 19’ Shawcross 69’ | Marcatori | 48’ Dowell 77’ Stevens |

### FA Cup
| Arbitro: | Harrington |

|  |           |                       |
|  | Marcatori | 21’ (rig.) Coulthirst |

### Coppa di Lega
| Arbitro: | Coy |

|                                         |                      |                                      |
| Sharp 75’                               | Marcatori            | 18’ Toral                            |
| Norwood Sharp Woodburn O'Connell Basham | Tiri di rigore 4 – 5 | Toral Keane Grosicki Fleming Stewart |

## Statistiche

### Statistiche di squadra
| Competizione  | Punti | In casa | In casa | In casa | In casa | In casa | In casa | In trasferta | In trasferta | In trasferta | In trasferta | In trasferta | In trasferta | Totale | Totale | Totale | Totale | Totale | Totale | DR  |
| Competizione  | Punti | G       | V       | N       | P       | Gf      | Gs      | G            | V            | N            | P            | Gf           | Gs           | G      | V      | N      | P      | Gf     | Gs     | DR  |
| ------------- | ----- | ------- | ------- | ------- | ------- | ------- | ------- | ------------ | ------------ | ------------ | ------------ | ------------ | ------------ | ------ | ------ | ------ | ------ | ------ | ------ | --- |
| Championship  | 89    | 23      | 15      | 4       | 4       | 42      | 17      | 23           | 11           | 7            | 5            | 36           | 24           | 46     | 26     | 11     | 9      | 78     | 41     | +37 |
| FA Cup        | -     | 1       | 0       | 0       | 1       | 0       | 1       | 0            | 0            | 0            | 0            | 0            | 0            | 1      | 0      | 0      | 1      | 0      | 1      | -1  |
| Coppa di Lega | -     | 1       | 0       | 1       | 0       | 1       | 1       | 0            | 0            | 0            | 0            | 0            | 0            | 1      | 0      | 1      | 0      | 1      | 1      | 0   |
| Totale        | -     | 25      | 15      | 5       | 5       | 43      | 19      | 23           | 11           | 7            | 5            | 36           | 24           | 48     | 26     | 12     | 10     | 79     | 43     | +36 |

### Andamento in campionato
| Giornata  | 1  | 2  | 3 | 4  | 5 | 6 | 7 | 8 | 9 | 10 | 11 | 12 | 13 | 14 | 15 | 16 | 17 | 18 | 19 | 20 | 21 | 22 | 23 | 24 | 25 | 26 | 27 | 28 | 29 | 30 | 31 | 32 | 33 | 34 | 35 | 36 | 37 | 38 | 39 | 40 | 41 | 42 | 43 | 44 | 45 | 46 |
| --------- | -- | -- | - | -- | - | - | - | - | - | -- | -- | -- | -- | -- | -- | -- | -- | -- | -- | -- | -- | -- | -- | -- | -- | -- | -- | -- | -- | -- | -- | -- | -- | -- | -- | -- | -- | -- | -- | -- | -- | -- | -- | -- | -- | -- |
| Luogo     | C  | T  | T | C  | T | C | T | C | C | T  | T  | C  | T  | C  | C  | T  | C  | T  | T  | C  | T  | C  | T  | C  | C  | T  | C  | T  | T  | C  | T  | C  | C  | T  | T  | C  | C  | T  | C  | T  | T  | C  | C  | T  | C  | T  |
| Risultato | P  | P  | V | V  | V | V | P | N | V | V  | V  | V  | P  | N  | V  | P  | N  | N  | V  | P  | V  | P  | N  | V  | V  | V  | V  | P  | N  | V  | N  | V  | V  | V  | N  | V  | V  | V  | P  | V  | N  | N  | V  | V  | V  | N  |
| Posizione | 17 | 10 | 8 | 12 | 6 | 3 | 5 | 6 | 4 | 4  | 3  | 1  | 2  | 3  | 1  | 3  | 4  | 5  | 5  | 6  | 3  | 5  | 6  | 4  | 4  | 3  | 2  | 4  | 4  | 3  | 4  | 3  | 2  | 2  | 3  | 3  | 3  | 2  | 3  | 2  | 3  | 3  | 2  | 2  | 2  | 2  |

Legenda:

Luogo: C = Casa; T = Trasferta. Risultato: V = Vittoria; N = Pareggio; P = Sconfitta.

### Statistiche dei giocatori
| Giocatore     | Championship | Championship | Championship | Championship | FA Cup   | FA Cup | FA Cup      | FA Cup     | Coppa di Lega | Coppa di Lega | Coppa di Lega | Coppa di Lega | Totale   | Totale | Totale      | Totale     |
| Giocatore     | Presenze     | Reti         | Ammonizioni  | Espulsioni   | Presenze | Reti   | Ammonizioni | Espulsioni | Presenze      | Reti          | Ammonizioni   | Espulsioni    | Presenze | Reti   | Ammonizioni | Espulsioni |
| ------------- | ------------ | ------------ | ------------ | ------------ | -------- | ------ | ----------- | ---------- | ------------- | ------------- | ------------- | ------------- | -------- | ------ | ----------- | ---------- |
| J. Eastwood   | -            | -            | -            | -            | -        | -      | -           | -          | -             | -             | -             | -             | -        | -      | -           | -          |
| D. Henderson  | 46           | 0            | 0            | 0            | -        | -      | -           | -          | -             | -             | -             | -             | 46       | 0      | 0           | 0          |
| S. Moore      | -            | -            | -            | -            | 1        | 0      | 0           | 0          | 1             | 0             | 0             | 0             | 2        | 0      | 0           | 0          |
| G. Baldock    | 27           | 1            | 5            | 0            | -        | -      | -           | -          | -             | -             | -             | -             | 27       | 1      | 5           | 0          |
| M. Cranie     | 15           | 0            | 2            | 0            | 1        | 0      | 0           | 0          | -             | -             | -             | -             | 16       | 0      | 2           | 0          |
| J. Egan       | 44           | 1            | 7            | 1            | -        | -      | -           | -          | 1             | 0             | 0             | 0             | 45       | 1      | 7           | 1          |
| K. Freeman    | 20           | 2            | 2            | 0            | 1        | 0      | 0           | 0          | 1             | 0             | 1             | 0             | 22       | 2      | 3           | 0          |
| J. O'Connell  | 41           | 3            | 4            | 0            | -        | -      | -           | -          | 1             | 0             | 0             | 0             | 42       | 3      | 4           | 0          |
| R. Stearman   | 16           | 1            | 0            | 0            | 1        | 0      | 1           | 0          | -             | -             | -             | -             | 17       | 1      | 1           | 0          |
| E. Stevens    | 45           | 4            | 8            | 0            | -        | -      | -           | -          | 1             | 0             | 0             | 0             | 46       | 4      | 8           | 0          |
| J. Wright     | -            | -            | -            | -            | -        | -      | -           | -          | -             | -             | -             | -             | -        | -      | -           | -          |
| C. Basham     | 41           | 4            | 11           | 1            | 1        | 0      | 0           | 0          | 1             | 0             | 0             | 0             | 43       | 4      | 11          | 1          |
| K. Bryan      | -            | -            | -            | -            | 1        | 0      | 0           | 0          | -             | -             | -             | -             | 1        | 0      | 0           | 0          |
| P. Coutts     | 13           | 0            | 0            | 0            | 1        | 0      | 1           | 0          | -             | -             | -             | -             | 14       | 0      | 1           | 0          |
| M. Duffy      | 36           | 6            | 2            | 0            | 1        | 0      | 0           | 0          | 1             | 0             | 0             | 0             | 38       | 6      | 2           | 0          |
| J. Fleck      | 45           | 2            | 7            | 0            | -        | -      | -           | -          | 1             | 0             | 0             | 0             | 46       | 2      | 7           | 0          |
| R. Holmes     | -            | -            | -            | -            | -        | -      | -           | -          | -             | -             | -             | -             | -        | -      | -           | -          |
| J. Lundstram  | 10           | 0            | 0            | 0            | 1        | 0      | 0           | 0          | 1             | 0             | 0             | 0             | 12       | 0      | 0           | 0          |
| O. Norwood    | 43           | 3            | 11           | 0            | -        | -      | -           | -          | 1             | 0             | 0             | 0             | 44       | 3      | 11          | 0          |
| L. Clarke     | 24           | 3            | 1            | 0            | 1        | 0      | 0           | 0          | 1             | 0             | 0             | 0             | 26       | 3      | 1           | 0          |
| G. Madine     | 16           | 3            | 1            | 1            | -        | -      | -           | -          | -             | -             | -             | -             | 16       | 3      | 1           | 1          |
| D. McGoldrick | 45           | 15           | 5            | 0            | -        | -      | -           | -          | -             | -             | -             | -             | 45       | 15     | 5           | 0          |
| B. Sharp      | 40           | 23           | 3            | 0            | 1        | 0      | 0           | 0          | 1             | 1             | 0             | 0             | 42       | 24     | 3           | 0          |
| C. Washington | 15           | 0            | 0            | 0            | 1        | 0      | 0           | 0          | -             | -             | -             | -             | 16       | 0      | 0           | 0          |
| K. Dowell     | 16           | 2            | 3            | 0            | 1        | 0      | 0           | 0          | -             | -             | -             | -             | 17       | 2      | 3           | 0          |
| L. Evans      | 2            | 0            | 1            | 0            | -        | -      | -           | -          | -             | -             | -             | -             | 2        | 0      | 1           | 0          |
| S. Hogan      | 8            | 2            | 0            | 0            | -        | -      | -           | -          | -             | -             | -             | -             | 8        | 2      | 0           | 0          |
| M. Johnson    | 11           | 0            | 0            | 0            | 1        | 0      | 0           | 0          | -             | -             | -             | -             | 12       | 0      | 0           | 0          |
| D. Lafferty   | 1            | 0            | 0            | 0            | -        | -      | -           | -          | -             | -             | -             | -             | 1        | 0      | 0           | 0          |
| R. Leonard    | 3            | 0            | 0            | 0            | -        | -      | -           | -          | 1             | 0             | 0             | 0             | 4        | 0      | 0           | 0          |
| B. Woodburn   | 7            | 0            | 1            | 0            | -        | -      | -           | -          | 1             | 0             | 0             | 0             | 8        | 0      | 1           | 0          |